# Реки Воронежской области

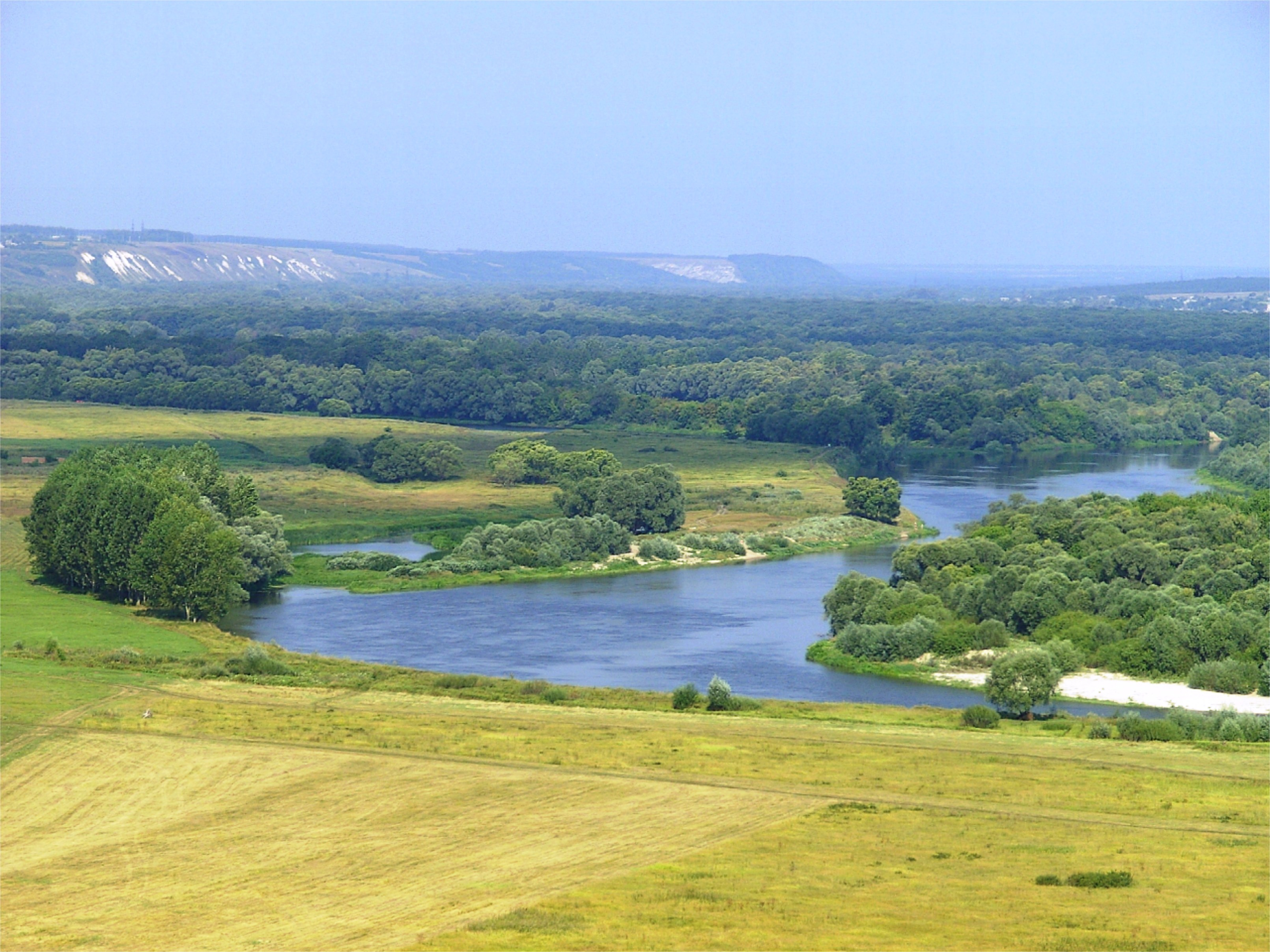
Дон

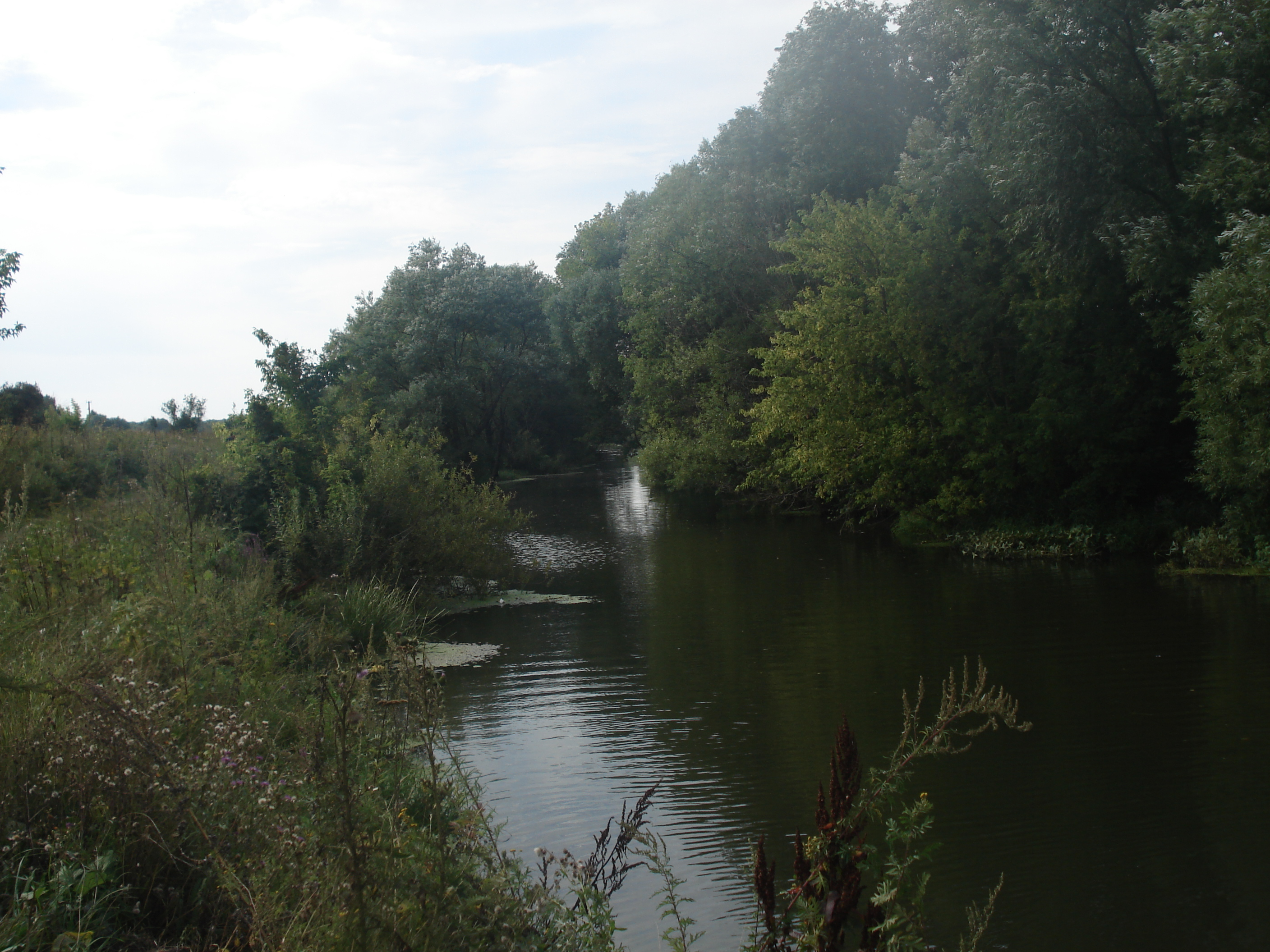
Ведуга

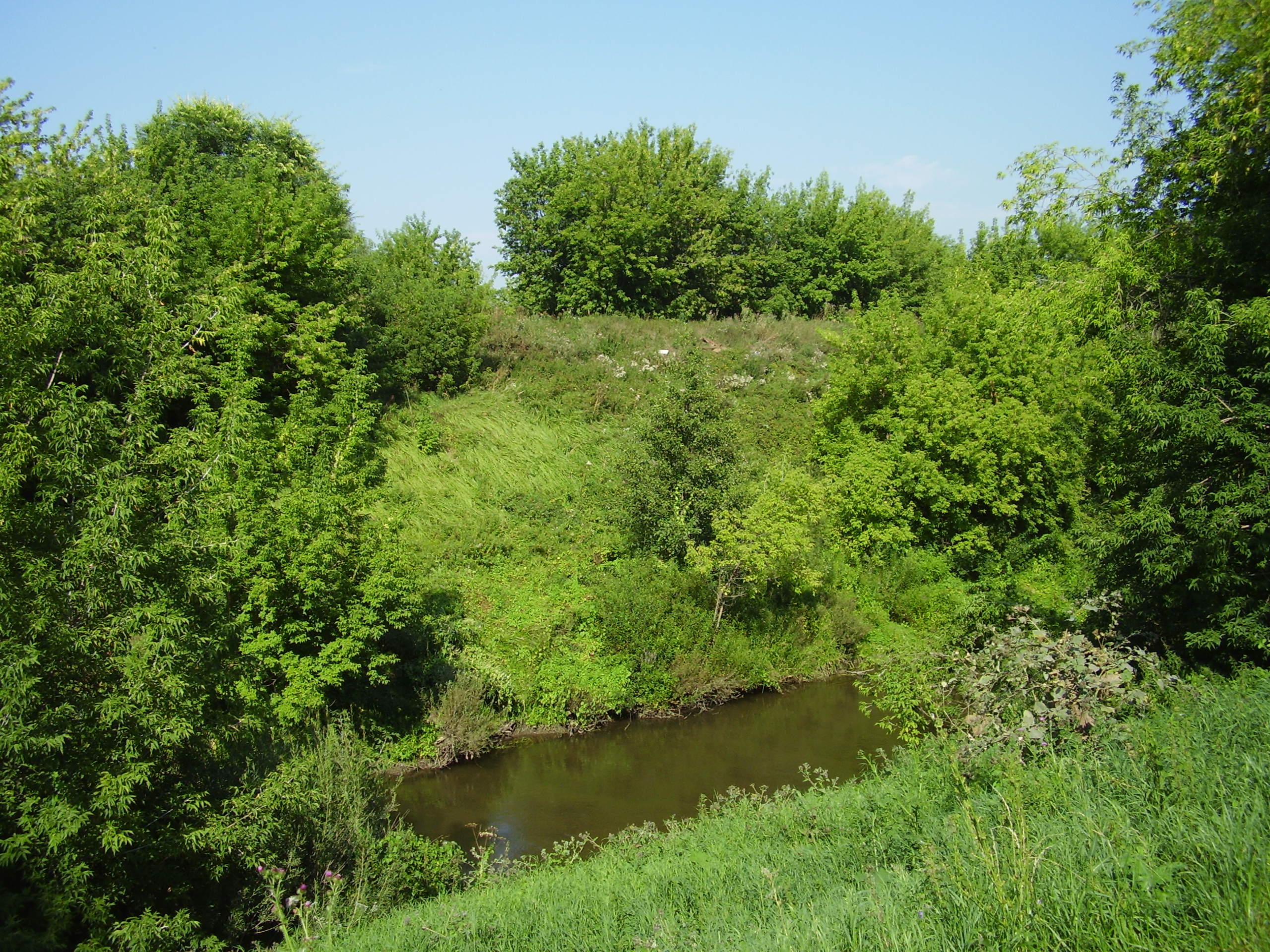
Девица

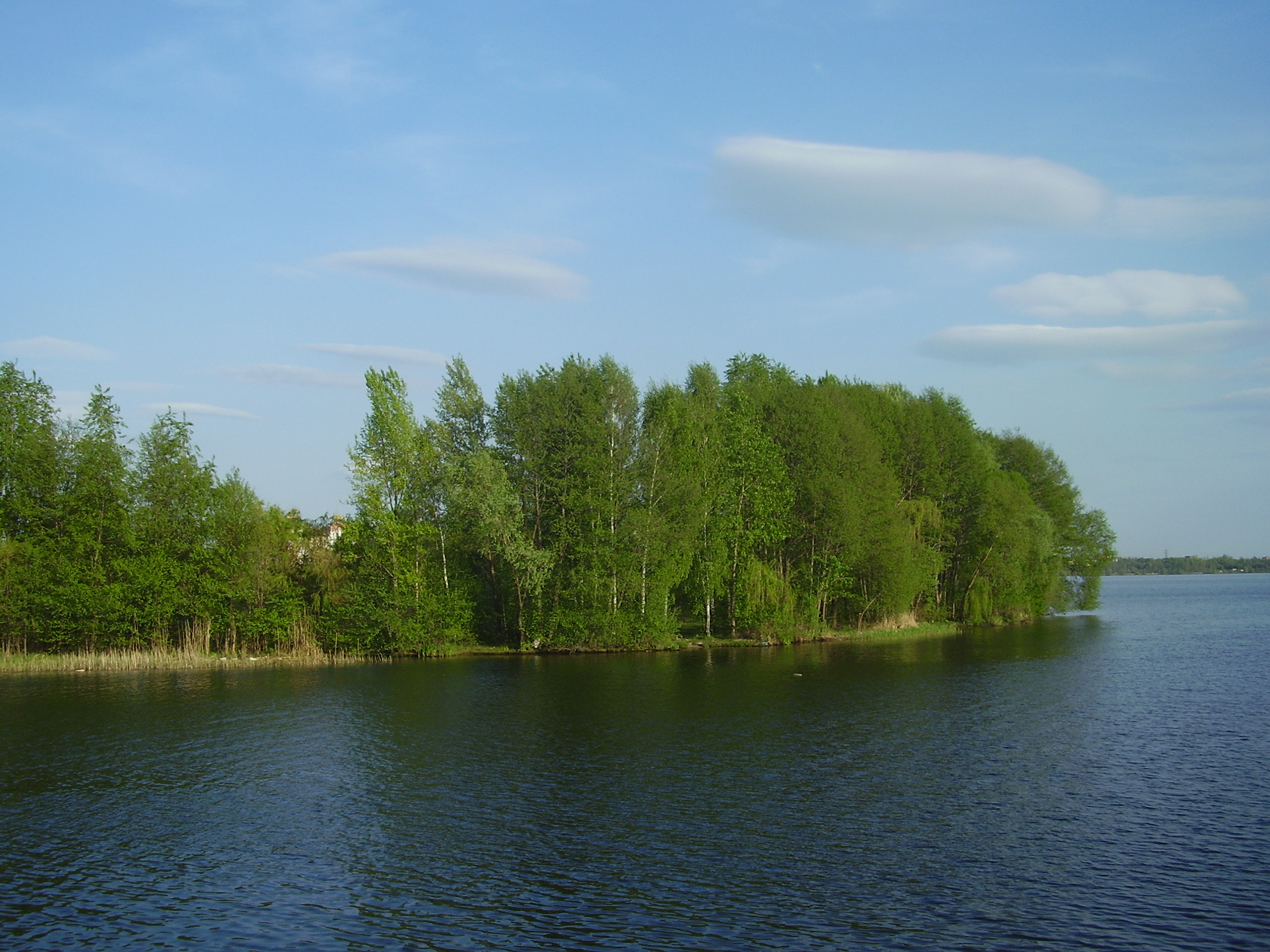
Воронеж

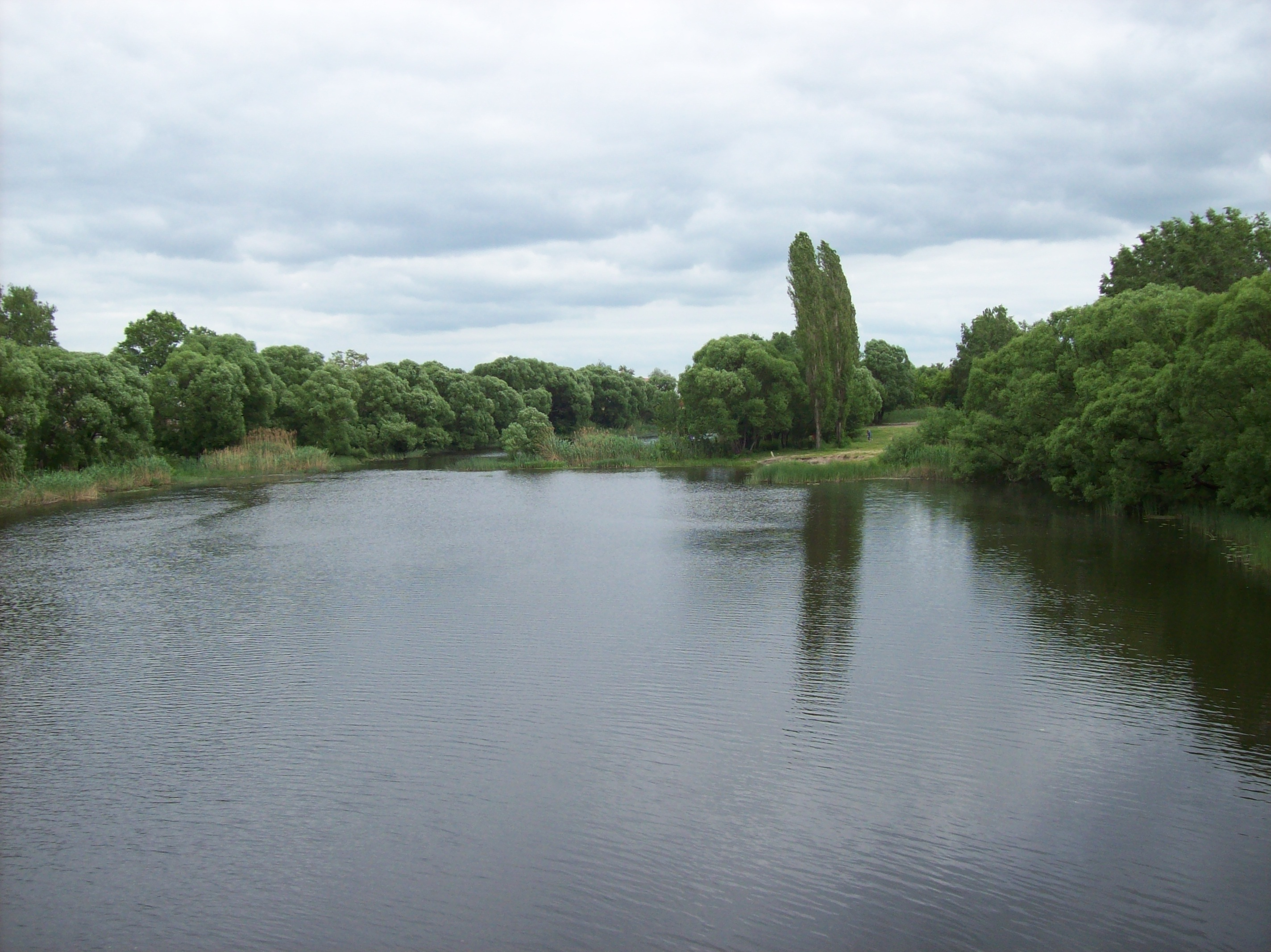
Усмань

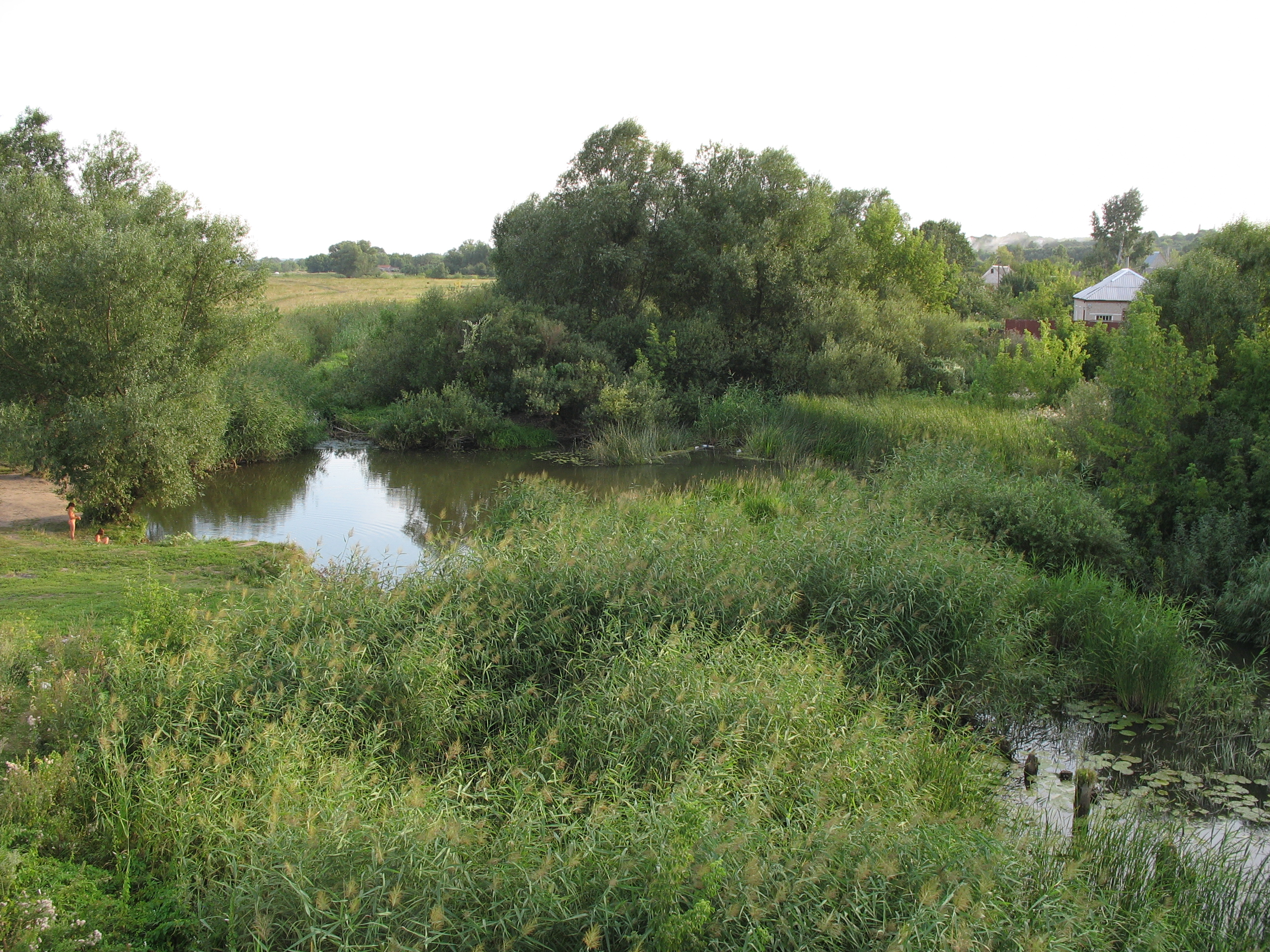
Хава

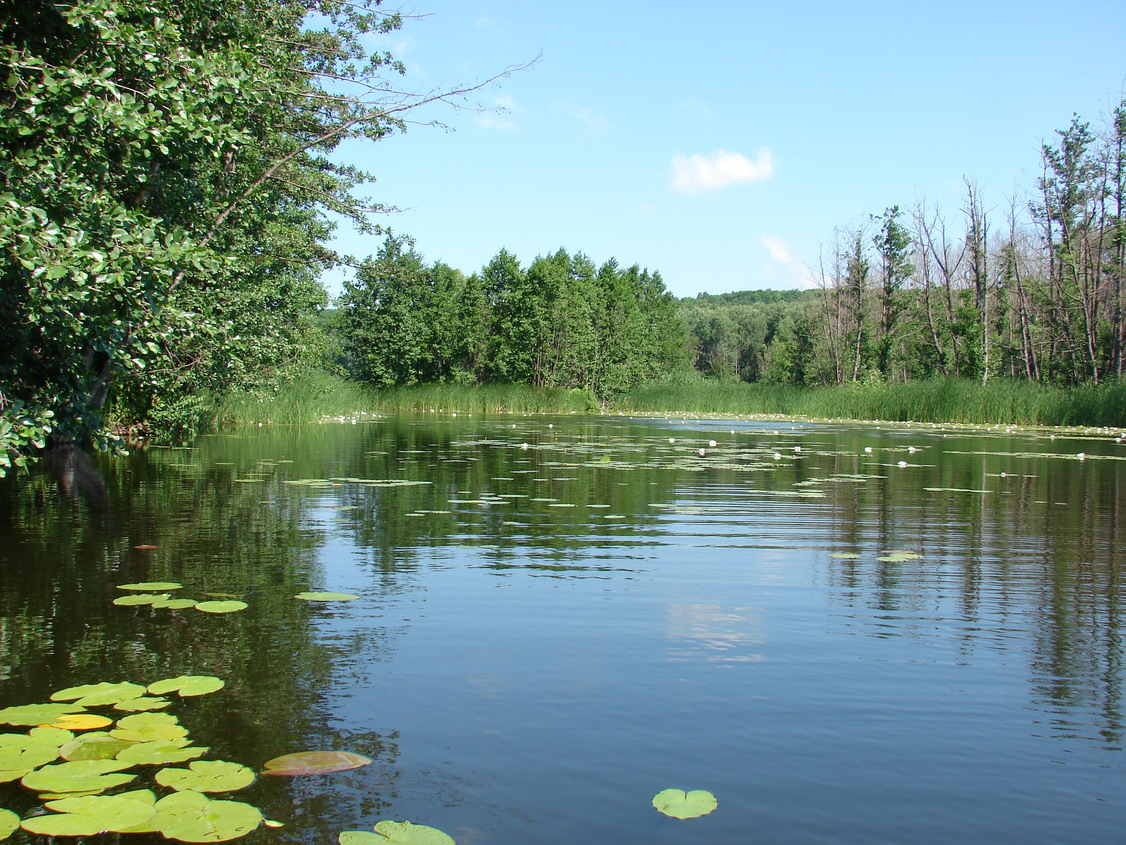
Битюг

В Воронежской области протекает 125 рек, из которых 53 — с устойчивым водным режимом в течение всего года и 72 — с эпизодическим непостоянным течением, которые пересыхают в межень в отдельные засушливые годы. В настоящее время количество суходолов, или временных водотоков, стало больше — 1218. Количество временных водотоков с середины XX века в области увеличилось на 138.
Все реки принадлежат бассейну Дона и Азовского моря. Крупнейшая река области Дон, общей длиной 1870 км. В список включены существующие реки, протекающие на территории Воронежской области.
Все реки относятся к Донскому бассейновому округу.
Гидрологическое районирование области позволяет разделить все реки региона на 5 гидрологических районов: Девицкий, Воронежский, Битюго-Хоперский, Чёрнокалитвинский и Подгоренский.
- Дон
  - Быстрая Сосна[5]
    - Олым
      - Олымчик
        - Берёзовка
        - Берёзовец

  - Снова[5]
    - Кобылья Снова
      - Голая Снова
        - Озерки

  - Большая Верейка
    - Сухая Верейка
    - Быстрик
    - Каверье

  - Ведуга
    - Ольшанка
      - Потаповская

    - Гнилуша
      - Гончариха (Избище)
      - Ведуга

    - Меловой
    - Серебрянка
    - Гнилуша
    - Трещевка
      - Камышовка

  - Девица
    - Ольшанка
    - Россошка
    - Еманча

  - Песчаный Лог (Голубой Дунай)
  - Воронеж
    - Матыра[5]
      - Байгора
      - Плавица

    - Излегоща
    - Ивница
      - Студенка

    - Усманка (Усмань)
      - Беловка
      - Приваловка
      - Хава
        - Правая Хава
        - Тамлык

    - Песчанка
    - Тавровка

  - Хворостань
    - Кондрашкин Лог
    - Сухая Хворостань
    - Красный

  - Девица
    - Россошки

  - Потудань
    - Скупая Потудань
    - Ланин

  - Тихая Сосна
    - Ольшанка

  - Икорец
    - Смычок
    - Берёзовка
      - Сухая Берёзовка

    - Топка

  - Битюг
    - Гнилушка
    - Самовочка
    - Матреночка (Верхняя Матренка)
      - Верхняя Маза

    - Эртиль (Большой Эртиль)
      - Малый Эртиль

    - Паневка
    - Курлак
      - Лог Синий
      - Малый Курлак
        - Осиповка

      - Озерки
      - Лог Осиновский
      - Студенец

    - Анна
    - Тишанка
      - Сухая Тишанка

    - Тойда
      - Васильевка

    - Чигла
      - Озерки
      - Сухая Чигла

    - Буравль
    - Мечеть

  - Битюжок
  - Осередь
    - Гаврило
      - Каменный Яр

    - Данило

  - Казинка
  - Чёрная Калитва
    - Ольховатка
    - Река в овраге Махов
    - Россошь (Сухая Россошь)
      - Река в овраге Красный
      - Гнилая Россошь

    - Свинуха
      - Река в овраге Волкодавов

    - Малая Меженка
    - Криница

  - Мамоновка
    - Гнилуша

  - Богучарка
    - Кантемировка
      - Фёдоровка
        - Бык

    - Река в овраге Голый
    - Река в овраге Рудаев
    - Река в овраге Придорожный
    - Гончариха
      - Химин Яр
      - Река в овраге Солёный

    - Левая Богучарка
      - Яр Богучарский

  - Гнилая
  - Толучеевка
    - Елизаветовка
    - Козынка
    - Криуша
    - Подгорная
      - Манина

  - Яр Сухой Донец
  - Матюшина
  - Хопёр
    - Винница
    - Ворона
      - Большая Алабушка
        - Кривуша

      - Малая Алабушка
        - Река в овраге Жданкин

      - Богана
        - Баклуша
        - Ростань

      - Большая Грибань
      - Чигорак

    - Калмычок
    - Карачан (Мокрый Карачан)
      - Терновка
      - Сухой Карачан
        - Река в овраге Ближний Крутой
          - Река в овраге Булычёв

        - Река в овраге Караичев

      - Река в овраге Разбердейкин

    - Савала
      - Шинокость
      - Тогайка
      - Таволжанка
      - Елань
        - Двойня
        - Семигорка
        - Малая Елань
          - Банный
          - Река в овраге Красная Речка

        - Дубовка
        - Красная
        - Токай
          - Харина
          - Малореченка
          - Река в овраге Яменка

        - Добринка
        - Паника

      - Татарка
      - Пыховка
      - Паника

    - Бузулук[5]
      - Кардаил
        - Дальний Кардаил
        - Средний Кардаил
        - Река в овраге Вихляевка
- Северский Донец[5]
  - Айдар[5]
    - Белая
      - Бондарев
      - Овчинная
      - Студенка